# Christian Leitges
Christian Leitges (* 5. August 1966 in Marl) ist ein Generalmajor der Luftwaffe der Bundeswehr und seit März 2024 Chef des Stabes des Kommandos Luftwaffe in Berlin.

## Militärischer Werdegang
Leitges trat am 1. Juli 1985 in Roth als Offizieranwärter des Truppendienstes der Luftwaffe in die Bundeswehr ein und absolvierte an der Offizierschule der Luftwaffe in Fürstenfeldbruck den Offizierlehrgang sowie die fliegerische Auswahlschulung. Von 1986 bis 1990 studierte er Informatik an der Universität der Bundeswehr München. Von 1998 bis 2000 absolvierte er den 43. Generalstabslehrgang Luftwaffe an der Führungsakademie der Bundeswehr in Hamburg, wo er zum Offizier im Generalstabsdienst ausgebildet wurde.
Von 2012 bis 2015 war er Geschwaderkommodore des Lufttransportgeschwaders 61 in Penzing (Landkreis Landsberg am Lech). Danach war er bis 2019 Leiter der Programmorganisation im Bundesamt für Ausrüstung, Informationstechnik und Nutzung der Bundeswehr (BAAINBw) in Koblenz. Bis spätestens August 2021 war er Abteilungsleiter 1 im Kommando Luftwaffe. Seit März 2024 ist er Chef des Stabes des Kommandos Luftwaffe und wurde auf diesem Dienstposten zum Generalmajor befördert.